# Brunon Dobrowolski
Brunon (Bruno) Dobrowolski (ur. 1832, zm. 24 lutego 1883 w Krakowie) – polski powstaniec, publicysta, pedagog, także muzyk amator i tłumacz.
Urodził się w rodzinnym majątku Botyń w powiecie łuckim. Uczęszczał do gimnazjum w Świsłoczy, studiował w Warszawie. Biegle mówił po francusku, znał język włoski i angielski. W lipcu 1863 zaciągnął się do powstania styczniowego. Był adiutantem generała Rochebrune’a, następnie dowódcą oddziału. Na emigrację udał się do Francji, gdzie mieszkał przez dłuższy czas. Następnie wyjechał do Włoch, pracował jako guwerner we Florencji. Był wówczas korespondentem „Ojczyzny” Gillera. Brunon Dobrowolski interesował się sprawami politycznymi polskiej emigracji postyczniowej. Do grona jego bliskich znajomych i przyjaciół należeli: Jarosław Dąbrowski, Teofil Lenartowicz i Zygmunt Miłkowski. Wspólnie z Jarosławem Dąbrowskim projektował Katechizm Obywatelski. Krótko przebywał w Brukseli, gdzie także brał udział w życiu miejscowej emigracji polskiej, później pracował we włoskim ministerstwie spraw zagranicznych, ostatecznie został profesorem historii powszechnej w liceum w Tuluzie. W 1876 powrócił do Krakowa, gdzie osiadł na stałe, zarabiał jako prywatny nauczyciel w arystokratycznych domach.
Był utalentowanym muzykiem amatorem. Skomponował m.in. Śpiew o św. Stanisławie i scherzo na fortepian.
Przetłumaczył na polski Targowisko próżności Thackeraya (wyd. w 2 tomach, we Lwowie w 1876). W kolejnych wydaniach jego imię pojawia się w zniekształconej postaci: w wydaniu Książki i Wiedzy z 1950 roku tłumacz figuruje jako „Bron. Dobrowolski”, a w wydaniu nakładem Wydawnictwa Zielona Sowa z 2005 już jako „Bronisław Dobrowolski”. 